# 艷山薑

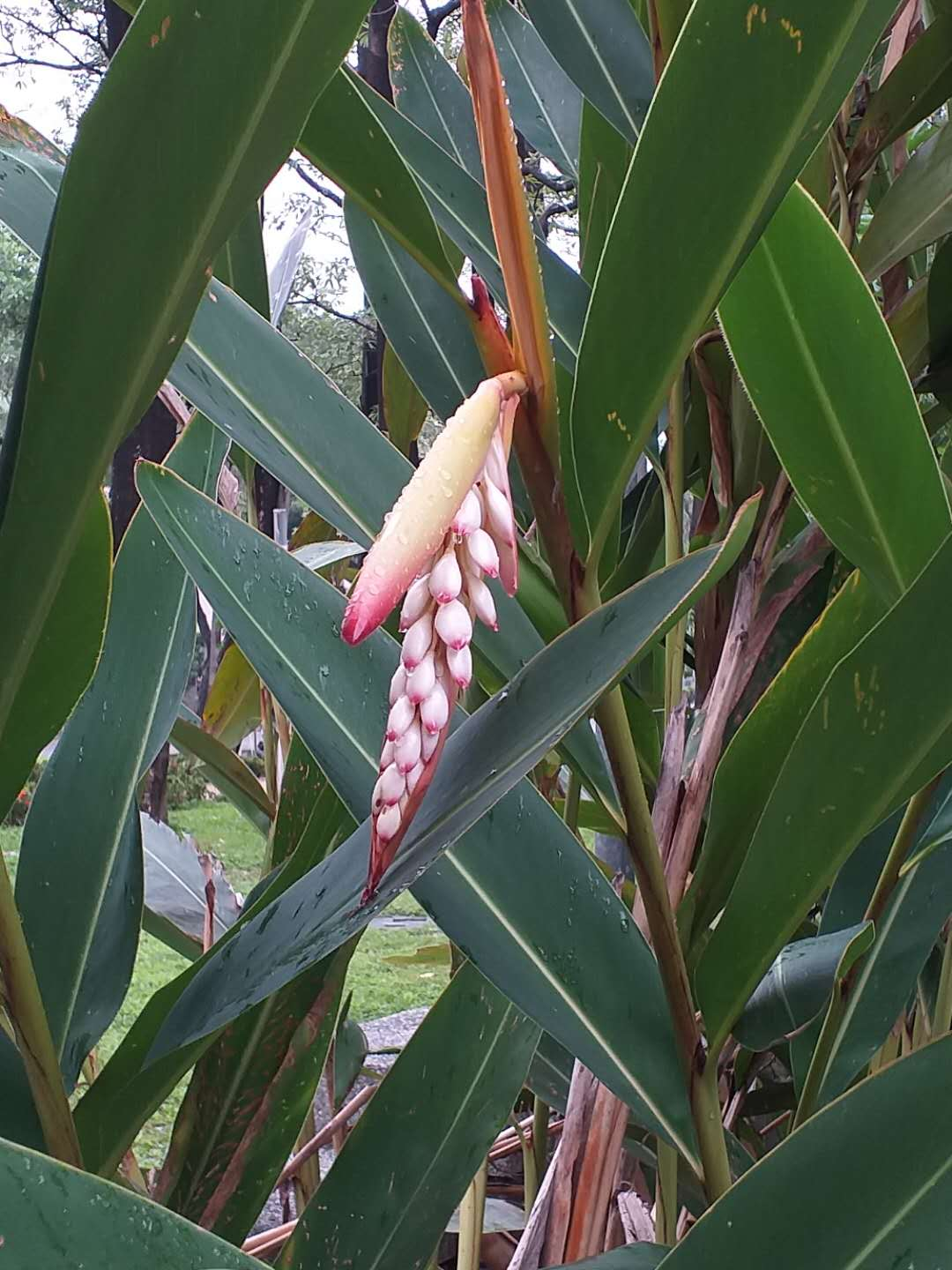
月桃花序展開前有兩枚鞘狀總苞保護

月桃（學名：Alpinia zerumbet），別稱月桃、艷山紅、枸薑、良恙、良姜、良薑、大良薑、大草寇、灟水月桃、玉桃、虎子花（台灣）及熊竹蘭等，為薑科山薑屬植物。

## 分佈
現分佈印度、馬來西亞、印尼爪哇、中國大陸、台灣、琉球及日本等地，中國大陸範圍內分佈於海南、廣西、廣東、香港、福建、浙江東南部、貴州南部、四川、江蘇西南部、湖南等地，本種為陽性植物，性喜高溫潮濕環境，可耐陰但不耐寒，適合保水性良好肥沃的土壤，多長於地邊、路旁、田頭及溝邊草叢中，及常栽培於庭院供作觀賞。

## 用途

### 編織品
台灣原住民排灣族及魯凱族採用艷山薑的莖狀葉鞘，於花期前採收曬乾後，提取纖維以編織成繩索、置物藍、盤、簍、涼蓆或草蓆等編織品，北方澳漁民則編織成大繩索以綁鐵錨。

### 食用
早期台灣原住民平埔族中的西拉雅及馬卡道族人会用艳山姜的葉片包裹粽子，台灣南部居民亦稱艷山薑為肉粽葉仔，同時亦有於枕墊傳統糕粿及麻薯，味道與竹葉不相似。嫩莖可作薑的替代品。中国四川、贵州等地也有类似食法，用艳山姜包裹带有馅料的米粉浆团蒸制糍粑，也称“叶儿粑”。

## 醫藥用途
艷山薑的根莖及果實入藥，中藥名為艷山薑， 味辛、澀，性溫，藥材主產於廣西、廣東、福建及貴州等地。根莖全年均可採收，切片曬乾或鮮用；果實於成熟時採收，烘乾。具行氣止痛、溫中燥濕、截虐等功效，主治胸腹脹滿、心腹冷痛、消化不良、嘔吐腹瀉、瘧疾等。台灣民間相傳艷山薑的根莖，具健脾暖胃、利尿、排汗、舒緩感冒症狀及治療消化性潰瘍等功效，主治腹脹、胃痛、嘔吐腹瀉及消化不良等，外用於敷治腫傷。
種子為芳香性健胃劑，名為土砂仁，可製成仁丹，具清熱解毒、燥濕祛寒、除痰、截虐、健脾暖胃功效，可治胸腹脹滿、心腹冷痛、消化不良、嘔吐腹瀉、疢食積滯等腸胃疾病有治療之效。

## 形態特徵
艷山薑是一種多年生常綠草本植物，叢狀，全株芳香，高約1.5－4米。地下莖橫生，延伸無性繁殖長出新分枝；具短縮莖。

### 葉
葉自根際簇生，葉片披針形或長圓狀披針形，單葉互生，厚紙質，先端漸尖，具有旋卷的小尖頭，基部漸狹，表面深綠色，背面淡綠色，兩面均無毛，具光澤，僅背面中脈兩側披細毛及邊緣披短而密的睫毛狀柔毛，帶有薑的香味，長約25－75厘米，寬約4－15厘米；葉鞘相互緊抱排列成稈狀；葉舌外面披毛，邊緣密披長柔毛，長約4－11毫米；葉柄短而不明顯，長約1－1.5厘米。

### 花

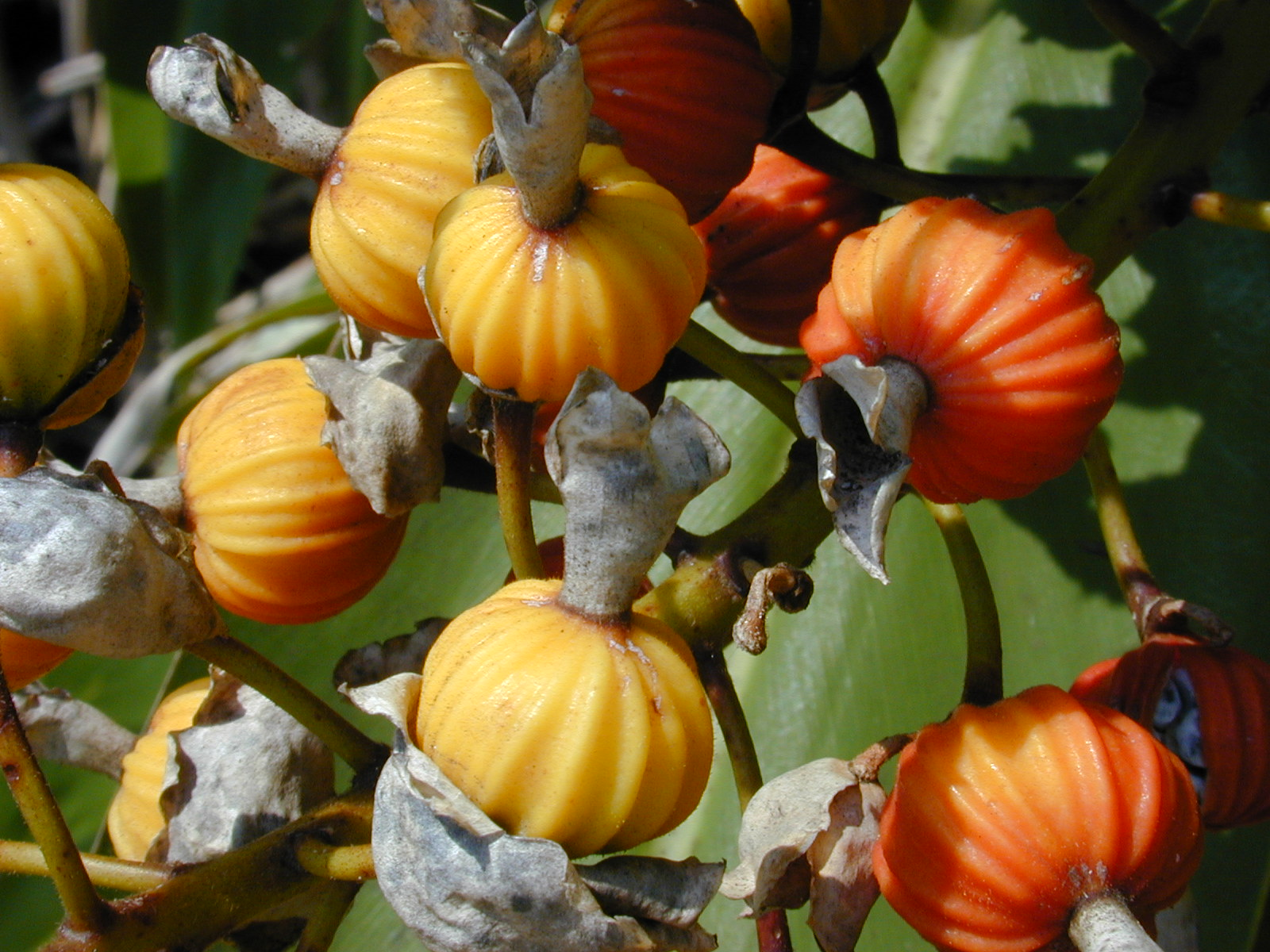
艷山薑的成熟果實

花為圓錐花序下垂，呈穗狀開展，長約10－30厘米，長可達50厘米；花序軸紫紅色，密披淡黃色絨毛，後為稀少；分枝極短，披黃色毛，長約0.5－2厘米；分枝上有花1－3朵，極少為4朵；一朵有花梗，另一朵無花梗，有花梗的小花初時藏於無梗花的小苞片內；花苞片橢圓狀卵形，貝殼狀，白色，先端及基部粉紅色，無毛，苞片包裹住花苞，長約2－3.5厘米；小花梗極短或不明顯，果時伸長約1厘米；花萼片近鐘形，白色，先端齒裂，粉紅色，一側開裂，長約1.5－2.5厘米；花冠白色，呈漏斗狀；花冠管乳白色，先端粉紅色，較花萼短，裂片3枚，長圓形，長約1厘米，後方一枚較大，長約3厘米；唇瓣匙狀寬卵形，淺3裂，先端皺波狀，邊內彎，上底鮮黃色帶有紫紅色腺紋及條狀斑紋，長約4－6厘米，寬約2.5厘米，與唇瓣基部合生；雄蕊3枚，2枚雄蕊合生特化成花瓣狀，只1枚具可孕性，與雌蕊花柱合生，長約2－2.5厘米；雌蕊花柱披毛，柱頭由花葯的藥隔伸出至花葯頂端，有黏液，長約2.5厘米；花絲扁平而短；花葯2室，淡黃色；子房下位，近球形，密披金黃色粗毛；腺體長約2.5毫米。

### 果
果為蒴果，卵圓形或橢球形，先端具宿存的花萼，披稀疏的粗毛，具多條顯著的縱棱，綠色，成熟時朱紅色，沿縱棱開裂，直徑約1.5－2厘米。每果種子約25－40枚，種子淡藍灰色，不規則狀，具白色膜質假種皮，有棱角，香味濃郁。

## 生态
台灣約有3－4種蝴蝶以艷山薑為食物來源，分別為黑弄蝶（Notocrypta curvifascia）、蘭嶼黑弄蝶（Notocrypta feisthamelii alinkara）、大白紋弄蝶（Updaspes folus）及白波紋小灰蝶（Jamides alecto）等， 黑弄蝶、大白紋弄蝶食其葉，白波紋小灰蝶則食其花序。

## 外部連結
- 艷山薑, Yanshanjiang （页面存档备份，存于） 藥用植物圖像數據庫 (香港浸會大學中醫藥學院) （繁體中文）（英文）
- （简体中文）. 中國植物圖像庫.   [September 2, 2011]. （原始内容存档于2016-03-04）.
- . 台灣植物資訊整合查詢系統.   [September 2, 2011]. （原始内容存档于2016-03-05）.
- . 台灣野生植物資料庫.   [September 4, 2011]. （原始内容存档于2016-03-06）.
- . 台灣內政部營建署.   [September 2, 2011]. （原始内容存档于2004-08-10）.
- . 台灣原住民族生物學誌.   [September 2, 2011].[永久]
- . 台灣濕地保護聯盟.   [September 2, 2011]. （原始内容存档于2015-04-02）.
- . 生活中的植物.   [September 2, 2011].[永久]
- . 黑胡桃部落格 月桃完結篇與回顧.   [September 2, 2011].[永久]
- . USDA.   [September 2, 2011]. （原始内容存档于2013-05-03）.

 维基共享资源上的相關多媒體資源：艷山薑